# Молино (Кунео)
Молино је насеље у Италији у округу Кунео, региону Пијемонт.
Према процени из 2011. у насељу је живело 52 становника. Насеље се налази на надморској висини од 149 м.